# 29. marts
29. marts er dag 88 i året i den gregorianske kalender (dag 89 i skudår). Der er 277 dage tilbage af året.
Dagens navn er Jonas.

### Begivenheder
Født - Dødsfald
- 1638 - Den svenske koloni Ny Sverige oprettes på den amerikanske østkyst, i det som i dag er staten Delaware.
- 1795 - Ludwig van Beethoven debuterer som 24-årig som pianist i Wien.
- 1798 - Republikken Schweiz dannes.
- 1799 - New York vedtager en lov, der gradvis skal stoppe slaveriet i delstaten.
- 1808 - Koldinghus brænder natten mellem mellem 29. og 30. marts, angiveligt fordi indkvarterede spanske tropper havde fyret for kraftigt i kakkelovnene.
- 1827 - 20.000 deltager i Ludwig van Beethovens begravelse i Wien.
- 1871 - Dronning Victoria åbner Royal Albert Hall i London.
- 1848 - Treårskrigen indledes, da den danske hær krydser Kolding Å for at kæmpe mod et preussisk støttet oprør i Rendsborg.
- 1893 - Mellemeuropæisk tid indføres ved lov i Danmark.
- 1920 - Kong Christian X afsætter Statsminister Zahle og hans regering, og indleder dermed Påskekrisen.
- 1951 - Julius og Ethel Rosenberg kendes skyldig i spionage.
- 1962 - ELDO, European Launcher Development Organisation, oprettes.
- 1973 - De sidste amerikanske soldater forlader Sydvietnam som markering af, at Vietnamkrigen er afsluttet.
- 2004 - 7 østeuropæiske lande optages som nye medlemmer i NATO.
- 2006 - Delvis solformørkelse, hvor 23% af solens skive er dækket.
- 2008 - Den muslimske paraplyorganisation Dansk Muslimsk Union stiftes i Bella Centret.

### Født
- 1790 - John Tyler, amerikansk præsident (død 1862).
- 1816 - Christen Kold, dansk højskolemand (død 1870).
- 1868 - Obe Postma, frisisk digter (død 1963).
- 1902 - William Walton, britisk komponist (død 1983).
- 1902 - Katy Valentin, dansk skuespiller (død 1970).
- 1916 - Peter Geach, britisk filosof (død 2013).
- 1916 - Eugene McCarthy, amerikansk politiker (død 2005).
- 1932 - Anton Kontra, ungarsk-dansk koncertmester (død 2020).
- 1936 - Mogens Camre, dansk EU-parlamentariker (død 2016).
- 1940 - Allan Botschinsky, dansk jazzmusiker (død 2020).
- 1943 - Eric Idle, engelsk skuespiller, forfatter, komponist og komiker.
- 1943 - John Major, britisk politiker.
- 1943 - Vangelis, græsk musiker og komponist (død 2022).
- 1943 - Hanne Passer, dansk tegner og kunstner (død 2007).
- 1945 - Pierre Miehe-Renard, dansk skuespiller.
- 1947 - Tage Andersen, dansk kunstner.
- 1952 - Rainer Bonhof, tysk fodboldspiller.
- 1949 - Michael Brecker, amerikansk saxofonist (død 2007).
- 1951 - Jørgen Nielsen, dansk jazzmusiker.
- 1952 - Teófilo Stevenson, cubansk bokser.
- 1953 - Jørgen Emborg, dansk jazzmusiker.
- 1963 - Elle Macpherson, australsk model.
- 1972 - Rui Costa, portugisisk fodboldspiller.
- 1973 - Kasper Bech Holten, tidl. dansk operachef.
- 1973 - Marc Overmars, hollandsk fodboldspiller.
- 1984 - Morten Gundel, dansk skuespiller.

### Dødsfald
- 1792 - Gustav 3., svensk konge (født 1746) - død efter attentat.
- 1880 - Constantin Hansen, dansk maler (født 1804).
- 1937 - Karol Szymanowski, polsk komponist (født 1882).
- 1979 - Ellen Margrethe Stein, dansk skuespiller (født 1893).
- 1980 - Mantovani, italiensk-amerikansk dirigent (født 1905).
- 1982 - Carl Orff, tysk komponist og musikpædagog (født 1895).
- 2002 - Henning Bahs, dansk scenograf, manuskriptforfatter mm. (født 1928).
- 2003 - Carlo Urbani, italiensk fysiker, der opdagede SARS (født 1956) - død af SARS.
- 2015 - Helle Stangerup, dansk forfatter (født 1939).
- 2020 - Philip Warren Anderson, amerikansk fysiker (født 1923).

|  | Denne datoartikel kan blive bedre, hvis der indsættes et (bedre) billede Du kan hjælpe ved at afsøge Wikimedia Commons for et passende billede eller uploade et godt billede til Wikimedia Commons iht. de tilladte licenser og indsætte det i artiklen. |